# Der 13te Krieger
Der 13te Krieger ist ein US-amerikanischer Abenteuerfilm aus dem Jahr 1999. Er entstand nach dem Roman Eaters of the Dead (deutsch: Die ihre Toten verspeisen, später auch Schwarze Nebel) von Michael Crichton, der sich vom Reisebericht des arabischen Diplomaten und Weltreisenden Ahmad Ibn Fadlān hatte inspirieren lassen und diesen mit Elementen aus dem altenglischen Beowulf-Epos vermischte. Regie führte zunächst John McTiernan, später übernahm Crichton. Antonio Banderas spielt die Titelrolle.

## Handlung
Der Poet Ahmad Ibn Fadlān (Ibn Al Abbas Ibn Rashid Ibn Hammad) aus Bagdad verliebt sich in die Frau eines anderen, fällt in Ungnade und wird als Botschafter des Kalifen ausgesandt, um mit den Völkern des Nordens in Kontakt zu treten.
Von Bagdad aus reist er mit Melchisidek, einem Freund seines Vaters, bis an die Wolga. Dort treffen sie auf eine größere Gruppe Wikinger, die zur Bestattung ihres Königs zusammengekommen sind. Darunter ist Buliwyf (Beowulf), der Anwärter auf den Thron, mit seinen Gefolgsleuten. Zu diesen zählt auch Herger, mit dem Ibn Fadlān hauptsächlich über Melchisidek kommuniziert, da nur diese beiden Latein sprechen und verstehen. Nach der Zeremonie trifft Wulfgar, der Sohn des großen und mächtigen Nordkönigs Rothgar (Hrothgar), ein und verkündet, dass die „Wendols“, scheinbar übernatürliche Wesen, nach Jahren zurückgekehrt seien, um wieder Angst und Schrecken zu verbreiten. Der „Engel des Todes“, eine Völva, befragt daraufhin die Knochen und ruft 13 Krieger auf, Rothgar zu Hilfe zu eilen. Dabei dürfe der letzte von ihnen aber kein „Nordmann“ sein.
So wird Ahmad Ibn Fadlān der dreizehnte Krieger und tritt mit seinen neuen Gefährten die lange Reise zu Pferd und per Boot nach Norden an. In der Zwischenzeit erlernt Ahmad Ibn Fadlān (von allen der Einfachheit halber „Ibn“ genannt) allein durch Zuhören die Sprache und kann sich fortan auch so mit den Nordmännern unterhalten. Die Gruppe erreicht nach langer Reise endlich das Reich König Rothgars und erfährt, dass die Wendols übermächtige Geister seien, die ihre Angriffe immer mit aufziehendem Nebel beginnen und durchführen. In der ersten Nacht entbrennt ein schwerer Kampf gegen die übermächtig wirkenden Wendols, bei dem mehrere Nordmänner ihr Leben lassen müssen. Am darauffolgenden Tag werden Verteidigungsanlagen gebaut, und man bereitet sich auf einen weiteren Angriff vor, der bei Nacht beginnt und von mehreren hundert berittenen Wendols mit Fackeln erfolgt. Schließlich erhalten die Überlebenden von einer alten Frau den Hinweis, dass sie ihre Gegner, von denen sie erkennen, dass diese menschlich sind, nur besiegen können, wenn sie deren Anführer und deren „Mutter“ töten.
Die letzten sieben der Gruppe, darunter auch Buliwyf, Herger und Ibn Fadlān, verfolgen die Spuren der Wendol ins Gebirge bis zu deren labyrinthartigen unterirdischen Höhlen. Dort zeigt sich, dass es sich wohl um einen Stamm prähistorischer, kannibalischer Ureinwohner handeln muss, der bis zu dieser Zeit (dem Mittelalter) überlebt hatte. Die Krieger schleichen sich an diversen Wachen und zahlreichen Höhlenbewohnern vorbei, erreichen den tiefsten Punkt des unterirdischen Bergsystems, bekämpfen dort die Wendols und erschlagen zahlreiche, während Buliwyf besagte Mutter, die Stammespriesterin, im Zweikampf tötet. Doch dabei trifft sie ihn mit einem vergifteten Stachel. Die fünf Überlebenden flüchten zurück zum Dorf König Rothgars, wo sie sich auf einen weiteren Angriff der Wendol vorbereiten. Buliwyf liegt derweilen durch die Vergiftung im Sterben und ringt Ibn das Versprechen ab, diese Taten in seiner Heimat niederzuschreiben, auf dass weder sie noch die Helden, die dafür starben, vergessen werden.
Es kommt zur finalen Schlacht bei strömendem Regen, bei der Buliwyf unter Aufbietung seiner letzten Kräfte den Anführer erschlägt. Dadurch ziehen sich die Ureinwohner zurück, die Bedrohung ist vorerst abgewendet.
Buliwyf aber erliegt seiner Vergiftung und stirbt auf dem Schlachtfeld. Später wird er auf Geheiß Rothgars als König bestattet. Die Übrigen trennen sich in Freundschaft und gehen ihrer Wege. Ahmad kehrt auf einem Schiff wieder nach Hause zurück. Der Film endet damit, dass Ahmad Ibn Fadlān als Chronist die Geschichte seiner Reise und die begangenen Heldentaten seiner Freunde für die Nachwelt schriftlich niederlegt.

## Produktion
Während der Dreharbeiten kam es zu einem Streit zwischen dem Regisseur McTiernan und Michael Crichton, der den Film dann fertigstellte. Der endgültigen Schnittfassung ist dieser Wechsel in der Verantwortlichkeit anzumerken: Handlungsstränge wie die sich anbahnende Liebesgeschichte oder der Konflikt der Männer Buliwyfs mit dem Königssohn werden angerissen, aber nicht fortgeführt. Außerdem wurde mit dem Rohschnitt eine Testvorführung mit dem angesprochenen Publikum gemacht, die ganz und gar nicht zu den 12-jährigen Zuschauern passte. Nach McTiernans Auffassung sollte der Film auch nur für Erwachsene sein. Daraufhin entfernte man eine Dreiviertelstunde Handlung, die dann von Michael Crichton nachgedreht wurde. Erst 18 Monate nach Fertigstellung kam der Film schließlich in die Kinos.

## Synchronisation
Die Synchronisation erfolgte bei der Produktionsfirma Hermes Synchron in Potsdam nach dem Dialogbuch von Jörg Hartung unter der Dialogregie von Hagen Mueller-Stahl.
| Rolle                   | Schauspieler       | Sprecher           |
| ----------------------- | ------------------ | ------------------ |
| Ahmed Ibn Fahdlan       | Antonio Banderas   | Bernd Vollbrecht   |
| Melchisidek             | Omar Sharif        | Michael Chevalier  |
| Angus                   | Chris Angel        | Erich Räuker       |
| Buliwyf                 | Vladimir Kulich    | Jan Spitzer        |
| Edghto                  | Daniel Southern    | Torsten Michaelis  |
| Halga                   | Asbjørn Riss       | Helmut Krauss      |
| Helfdane                | Clive Russell      | Bernd Schramm      |
| Herger                  | Dennis Storhøi     | Tom Vogt           |
| Hyglak                  | Albie Woodington   | Frank Ciazynski    |
| Karavanenführer Hussein | Erick Avari        | Rüdiger Evers      |
| König Hrothgar          | Sven Wollter       | Hermann Ebeling    |
| Königin Weilew          | Diane Venora       | Joseline Gassen    |
| Orakel                  | Turid Balke        | Barbara Ratthey    |
| Rethel                  | Mischa Haussermann | Klaus Sonnenschein |
| Roneth                  | Neil Maffin        | Gerald Paradies    |
| Skeld                   | Richard Bremmer    | Jürgen Kluckert    |
| Weath                   | Tony Curran        | Michael Pan        |
| Wigliff                 | Anders T. Andersen | Michael Iwannek    |

## Rezensionen
Der Film erhielt gemischte Kritiken. Während James Berardinelli von „erfrischenden 100 Minuten“ sprach, sah Roger Ebert „viel Geld, aber wenig Ideen“ auf der Leinwand. Der 13te Krieger war kein Erfolg an der Kinokasse: Bei einem Budget von ca. 160 Millionen US-Dollar spielte er knapp 62 Millionen US-Dollar ein und reihte sich damit ein in eine ganze Reihe von Crichton-Verfilmungen, die den von den Produzenten gewünschten Effekt – eine Wiederholung des Erfolgs von Jurassic Park – nicht erzielen konnten.
Besondere Wertschätzung bei Kritik und Publikum fand die von Jerry Goldsmith komponierte, heroische Filmmusik, von der Passagen später auch von Ridley Scott für den Film Königreich der Himmel (2005) verwendet wurden.